# Grüßaugust
Grüßaugust (auch Grußaugust, Grußonkel oder Grüßonkel) ist eine salopp abwertende oder scherzhafte Bezeichnung für einen Empfangschef in einem Hotel oder einer Gaststätte sowie für eine Person, die ein repräsentatives Amt bekleidet, mit dem aber keinerlei Machtbefugnisse verbunden sind. Der Begriff gehörte bereits zum Wortschatz der Umgangssprache, den Heinz Küpper seit den 1930er Jahren sammelte und im Wörterbuch der deutschen Umgangssprache (1955–1970) herausbrachte.
Ursprünglich ist der Begriff eine Bezeichnung für Empfangschefs, hier ist auch die Form Begrüßaugust oder Begrüßgustav geläufig. Die Bezeichnung unterstellt, dass dem von der so titulierten Person ausgeübten Amt keine weitere Funktion als die des Grüßens und Repräsentierens zukomme, es also eigentlich überflüssig sei. Durch die Verbindung der kritisierten Tätigkeit mit einem Namen werden zusätzlich negative Emotionen transportiert.
In Deutschland wird das Wort häufig in Zusammenhang mit dem Amt des deutschen Bundespräsidenten sowie der Tätigkeit von Bürgermeistern und Ortsvorstehern verwendet. Das Amt des Bundespräsidenten wird mit der Funktion eines Grüßaugust verglichen, weil die wenigen verfassungsmäßig vorgesehenen Aufgaben aus Art. 59 und Art. 60 GG darauf schließen lassen könnten und überwiegend repräsentative Aufgaben wahrzunehmen sind. 
Im Fürstentum Liechtenstein gibt es wiederholte Diskussion um Verfassungsreformen. Erbprinz Alois von Liechtenstein sagte, wie schon sein Vater Fürst Hans-Adam II., dass er nicht zum „Grüßaugust“ degradiert werden wolle.